# Halmstad Eagles
Halmstad AFF Eagles är en klubb från Halmstad som spelar amerikansk fotboll i Division 2 Södra. Klubben bildades 1986.

## Meriter
- 1992: Seriesegrare Div 1 Södra
- 1995: Seriesegrare Div 1 Södra, kvalförlust mot Örebro Black Knights
- 1996: Seriesegrare Div 1 Södra, kvalförlust mot Örebro Black Knights
- 1998: U19 vinner Dukes Tourney
- 2000: Tvåa i Div 1 Västra, kvalförlust mot Norrköping Panthers
- 2007: Tvåa i Div 2 Södra [Ystad vann kvalet till Div 1 mot Borås och gick upp]
- 2008: Tvåa i Div 2 Södra [Kristianstad C4 Lions vann kvalet till Div 1 mot Karlskoga Wolves]
- 2009: Trea i Div 2 Västra

## Landslagsmän fostrade i klubben
- Lars Berggren
- Peter Nilsson
- Pontus Inerup
- Robert Moberg
- Johannes Björk
- Jonas Carlsson
- Mattias Rinaldo
- Henrik Westbeck
- Andreas Hont
- Ronny Nilsson
- Kristian Lönnesjö
- Sigge Lundqvist
- Per Björnehammar
- Mattias Broberg
- Carl Johansson
- Tobias Yström
- Christoffer Nielsen
- Daniel Johansson
- Chris D'Autorio

Juniorlandslag
- Alexander Kurtsson
- Niklas Hultgren
- Niclas Hagel
- Carl Johansson
- Rikard Lind
- Douglas Larson
- Marcus Larsson
- Ekeby Greys/Halmstad Eagles Pontus Bondesson
- Daniel Johansson
- Mattias Broberg

Flaggfotbollslandslaget
- Dan Stålnacke